# Заманилкинська сільська рада
Замани́лкинська сільська рада (рос. Заманилкинский сельский совет) — сільське поселення у складі Цілинного району Курганської області Росії.
Адміністративний центр та єдиний населений пункт — село Заманилки.
Населення сільського поселення становить 419 осіб (2017; 518 у 2010, 777 у 2002).